# 星谷運動公園

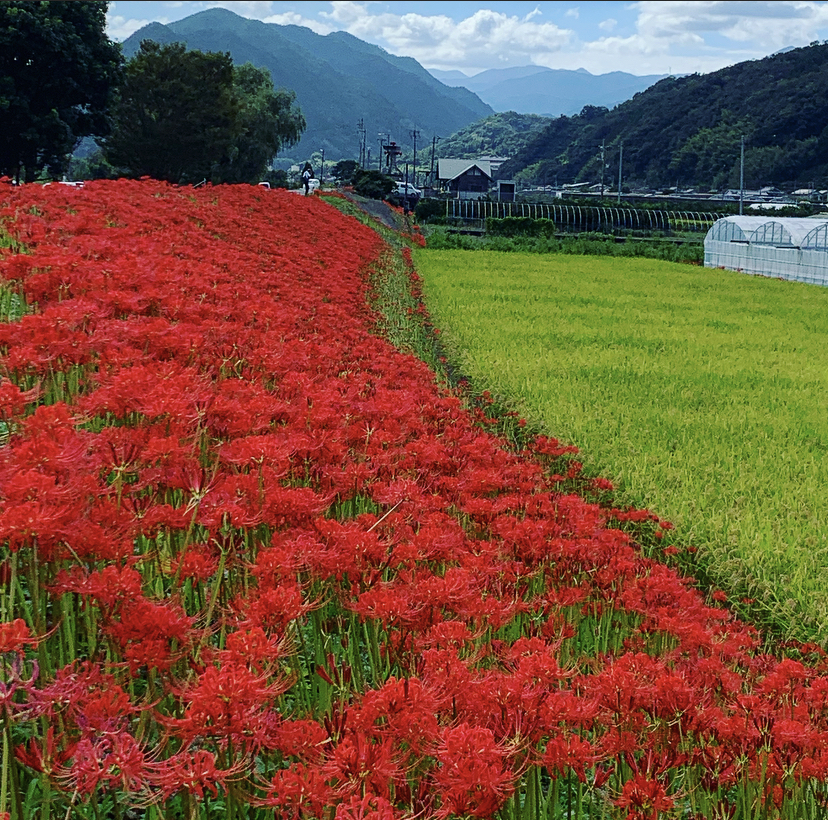
星谷運動公園の彼岸花

星谷運動公園（ほしたにうんどうこうえん）は、徳島県勝浦町にある公園。愛称は「川の駅かつうら」。

## 概要
勝浦川の河畔にある運動公園で、サッカー場・ローラースケート場・ゲートボール場が整備されている。また、釣りやキャンプといったレジャーを楽しむこともできる。
また公園周辺は徳島県屈指の彼岸花の名所としても知られており、9月下旬から10月の始め頃が見ごろである。

## 公園内の施設
- サッカー場
- ローラースケート場
- ゲートボール場

## 交通
- JR「徳島駅」より車で約40分。